# Gareth Allen
Gareth Allen (* 9. September 1988) ist ein walisischer Snookerspieler aus Ewloe in Flintshire im Nordosten von Wales.

## Karriere
Mit drei Jahren bekam Gareth Allen einen Snookertisch in Kindergröße geschenkt, seit er 12 Jahre alt war, spielt er in Clubs an Standardtischen. In seiner Jugend war er ein sehr erfolgreicher Spieler in seiner nordwalisischen Heimat und seit er 18 Jahre geworden ist, tritt er bei internationalen Teamwettbewerben regelmäßig in der Auswahlmannschaft von Wales an. Sein erster großer Erfolg im Seniorenbereich war 2010 das Erreichen des Finales der walisischen Meisterschaft und kurz darauf der Achtelfinaleinzug bei der Amateurweltmeisterschaft in Syrien. Im selben Jahr hatte er beim Paul Hunter Classic erstmals auch an einem für Amateure offenen Turnier der Snooker Main Tour teilgenommen und es auf Anhieb in die Hauptrunde geschafft. Im Jahr darauf spielte er dann alle zwölf Turniere der Players Tour Championship und erreichte siebenmal die Hauptrunde. 
Bis zu seinem Erfolgsjahr 2010 hatte der Waliser Vollzeit in der IT-Branche gearbeitet. In diesem Jahr erreichte er aber auch noch Platz drei der walisischen Snookerrangliste und konnte sich damit für die Förderung durch den walisischen Sports Council bewerben. Er reduzierte seine Arbeitszeit und gab 2012 schließlich den Beruf ganz auf, um sich ganz auf Snooker zu konzentrieren. Im selben Jahr versuchte er sich in der Q School und verpasste es im zweiten Turnier um einen Sieg, sich für die Snooker Main Tour zu qualifizieren. Er verlor das Finale seiner Qualifikationsgruppe gegen Paul Davison. Sein gutes Q-School-Ergebnis brachte ihn aber in der Amateurwertung weit nach oben, so dass er zu den Spielern gehörte, die eingeladen wurden, um die offenen Plätze bei den Qualifikationsrunden der großen Weltranglistenturniere aufzufüllen. Die Saison 2012/13 begann für ihn mit seinem bis dahin besten Ergebnis bei einem PTC-Turnier, dem Erreichen der Runde der letzten 32 beim ersten Turnier in Gloucester, wo er unter anderem Alfie Burden besiegte. Die Qualifikationsspiele der Ranglistenturniere verlor er meist, nur bei seinem Heimatturnier, den Welsh Open, gewann er gegen Rory McLeod und erreichte die zweite Runde. Trotz der hinzugewonnenen Erfahrung schnitt er in der Q School diesmal schlechter ab als im Vorjahr. Bei der Europameisterschaft erreichte er sein bestes Ergebnis im Amateurbereich und musste sich erst im Finale gegen den Main-Tour-erfahrenen Finnen Robin Hull geschlagen geben. Damit verpasste er aber auch die zweite Möglichkeit in dieser Saison zur Erlangung des Profistatus.
Im Jahr darauf konnte Allen bei den Gdynia Open die Platzierung unter den letzten 32 wiederholen. Er verpasste aber erneut mehrere Möglichkeiten der Main-Tour-Qualifikation. Neben dem schlechten Abschneiden in der Q School verlor er in der EBSA Qualifying Tour das Qualifikationsspiel. Bei der Europameisterschaft verlor er im Achtelfinale gegen den späteren Sieger Mitchell Mann. Auch in der Saison 2014/15 brachte ihm, nach einer ordentlichen PTC-Tour mit zweimaligem Erreichen der letzten 64, die EBSA Amateur Play Offs nicht den gewünschten Erfolg und er scheiterte im Viertelfinale. Beim zweiten Turnier der Q School gelang ihm dann aber endlich im fünften Anlauf der Durchmarsch in seiner Gruppe und der Gruppensieg gegen seinen Freund und Trainingspartner Alex Taubman. Damit sicherte er sich die Main-Tour-Teilnahme für die nächsten beiden Spielzeiten.
Die Saison 2015/16 begann mit einem Auftaktsieg bei den Australian Open. Zum zweiten Mal in seiner Karriere hatte er damit die zweite Qualifikationsrunde eines Weltranglistenturniers erreicht.